# Plumana
Plumana is een geslacht van vlinders van de familie zakjesdragers (Psychidae).

## Soorten
- P. aequanima (Meyrick, 1917)
- P. ascalopa (Meyrick, 1917)
- P. autoplecta (Meyrick, 1917)
- P. piperatella Busck, 1911
- P. taeniata (Meyrick, 1917)